# مغربة (سياسة)
المغرّبة (بالفرنسية: marocanisation)‏ هي سياسة اقتصادية محلية مغربية أقرها الملك الحسن الثاني في 3 مارس 1973، حيث نقلت قطاعات رئيسية من القطاع الخاص إلى الملكية المغربية.
كان لهذه السياسة تأثير عل "نقل الأصول المملوكة للدولة والأراضي الزراعية والشركات المملوكة للأجانب بنسبة تزيد على 50% إلى الموالين سياسياً وكبار الضباط العسكريين". وبين عشية وضحاها، ارتفعت نسبة الشركات الصناعية في المغرب المملوكة للمغاربة من 18% إلى 55%.
وفي الفترة من عام 1973 إلى عام 1977، نما الاقتصاد المغربي بمعدل 7.3% سنوياً، ومول رسمياً بالقروض الأجنبية.